# Leuwiliang
Leuwiliang est une ville d'Indonésie, dans la province de Java occidental.